# Кулясте скупчення

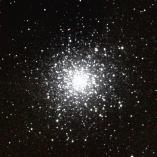
Рис. 1. Кулясте скупчення M13 в сузір'ї Геркулеса. Містить кілька тисяч зір.

Кулясте зоряне скупчення — зоряне скупчення, що відрізняється від розсіяного скупчення більшою кількістю зір і чітко окресленою симетричною формою зі збільшенням концентрації зір до центру скупчення.
Просторові концентрації зір у центральних областях кулястих скупчень ~ 103—104 пк−3 (в околицях Сонця просторова концентрація зір становить ~0,13 пк−3), кількість зір ~104—106. Діаметри кулястих скупчень становлять 20—60 пк, маси — 104—106 сонячних.

## Історія спостережень
| Назва     | Першовідкривач            | Рік  |
| --------- | ------------------------- | ---- |
| Мессьє 22 | Абрахам Айл               | 1665 |
| NGC 5139  | Едмонд Галлей             | 1677 |
| Мессьє 5  | Готфрід Кірх              | 1702 |
| Геркулеса | Едмонд Галлей             | 1714 |
| Мессьє 71 | Жан Філіп де Шезо         | 1745 |
| Мессьє 4  | Жан Філіпп де Шезо        | 1746 |
| Мессьє 15 | Джованні Доменіко Маралді | 1746 |
| Мессьє 2  | Джованні Доменіко Маралді | 1746 |

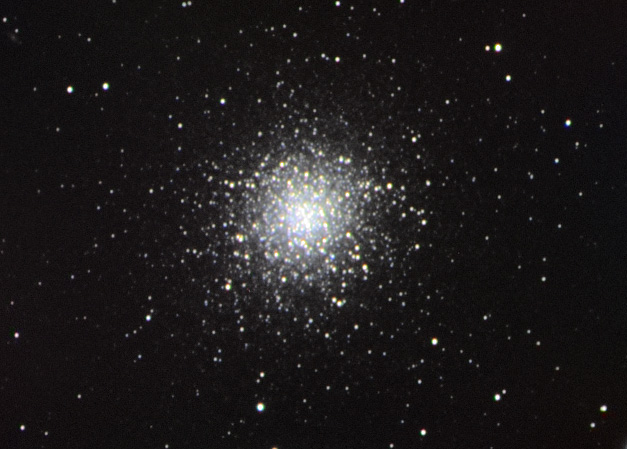
Кулясте скупчення Геркулеса в сузір'ї Геркулеса. Містить кілька тисяч зір.

Перше кулясте зоряне скупчення Мессьє 22 виявив німецький астроном-аматор Йоганн Абрахам Іле 1665 року, проте через невелику апертуру ранніх телескопів розрізнити окремі зорі в ньому було неможливо. Вирізнити зорі в кулястому скупченні вперше вдалося Шарлю Мессьє під час спостереження Мессьє 4. Абат Ніколя-Луї де Лакайль додав до свого каталогу 1751—1752 років скупчення, пізніше відомі як NGC 104, NGC 4833, Мессьє 55, Мессьє 69 і NGC 6397.
Програму дослідження із застосуванням великих телескопів розпочав 1782 року Фрідріх Вільгельм Гершель, що дало змогу вирізнити окремі зорі в усіх 34 відомих на той час кулястих скупченнях. Крім того, він виявив ще 36 скупчень. 1789 року Гершель склав каталог об'єктів далекого космосу, у якому вперше вжив назву «кулясте скупчення» (англ. globular cluster) для опису об'єктів подібного типу. Кількість виявлених кулястих скупчень продовжувала зростати, досягнувши 83 одиниць 1915 року, 93 — 1930 року і 97 — 1947 року. Станом на 2011 рік у Чумацькому Шляху виявлено 157 скупчень, ще 18 об'єктів є кандидатами, а їх загальну кількість оцінюють величиною 180 ± 20. Вважають, що невиявлені кулясті скупчення ховаються за галактичними хмарами газу і пилу.
Починаючи з 1914 року серію досліджень кулястих скупчень зробив американський астроном Гарлоу Шеплі; їх результати були опубліковані в 40 наукових працях. Він вивчав у скупченнях змінні типу RR Ліри (які, як він припускав, були цефеїдами) і застосовував залежність «період — світність» для оцінки відстані. Пізніше було встановлено, що змінні типу RR Ліри мають меншу світність, ніж цефеїди, і Шеплі переоцінив відстань до скупчень.
Абсолютна більшість кулястих скупчень Чумацького Шляху розташована на ділянці неба навколо галактичного ядра; причому багато з них сконцентровані безпосередньо біля ядра. 1918 року Шеплі скористався з настільки значного асиметричного розподілу скупчень, щоб визначити розміри нашої Галактики. Припускаючи, що розподіл кулястих скупчень навколо центру галактики близький до кулястого, він використовував їх координати для оцінки положення Сонця відносно галактичного центру. Попри те, що його оцінка відстані мала значну похибку, вона показувала, що розміри Галактики були набагато більшими, ніж вважалося раніше. Похибка була пов'язана з наявністю міжзоряного пилу в Чумацькому Шляху, який частково поглинав світло від зір скупчення, що робило його тьмянішим і, таким чином, ніби більш віддаленим. Утім, оцінка розмірів Галактики, яку зробив Шеплі, була того ж порядку, який побутує нині.
Вимірювання Шеплі також показали, що Сонце перебуває досить далеко від центру Галактики, усупереч чинним на той час уявленням, заснованим на спостереженнях розподілу звичайних зір. Насправді, зорі концентруються до галактичного диску і тому нерідко ховаються за міжзоряним газом і пилом (яких у диску багато), тоді як кулясті скупчення перебувають поза межами диска й їх можна побачити з набагато більшої відстані.

### Класифікація кулястих скупчень
У дослідженні скупчень для Шеплі допомагали Генрієтта Своуп і Гелен Соєр (пізніше — Гоґґ). У 1927—1929 роках Шеплі і Соєр розпочали класифікацію скупчень за ступенем концентрації зір. Скупчення з найбільшою концентрацією вони віднесли до класу I і далі ранжували їх у міру зменшення концентрації до класу XII (іноді класи позначають арабськими цифрами: 1—12). Ця класифікація дістала назву Класи концентрації за Шеплі — Сойєр. 
2015 року було запропоновано новий тип кулястих скупчень — темні кулясті скупчення.

## Формування

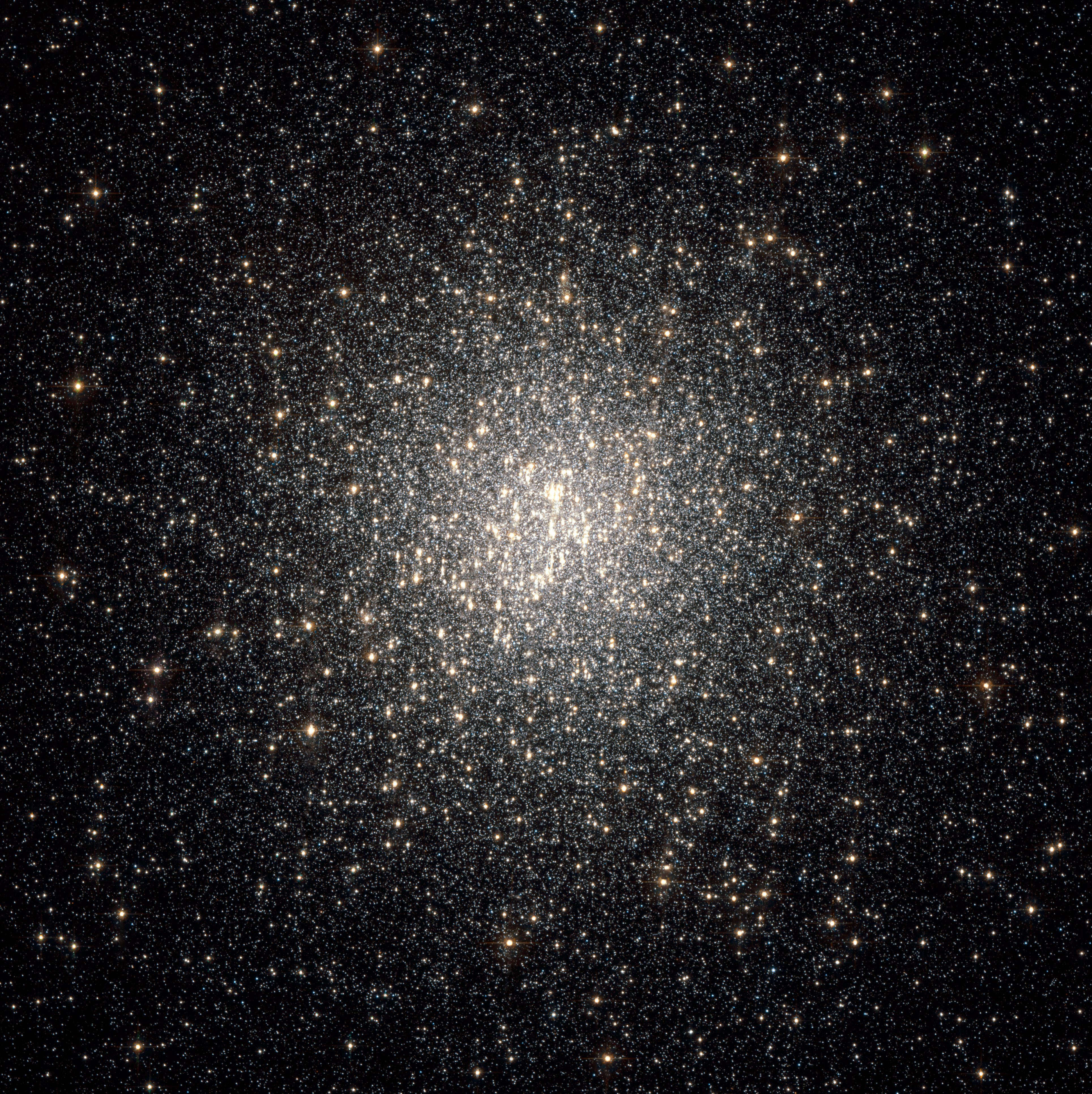
NGC 2808 складається з трьох різних поколінь зір

Дотепер утворення кулястих скупчень залишається до кінця не вивченим феноменом і все ще незрозуміло, чи складається кулясте скупчення із зір одного покоління, або ж воно складається з зір, які пройшли через багаторазові цикли впродовж кількох сотень мільйонів років. У багатьох кулястих скупченнях більшість зір перебувають приблизно на одній стадії еволюції, що дає підставу припустити, що сформувалися вони приблизно одночасно. Проте історія формування зір варіюється від скупчення до скупчення й у деяких випадках у скупченні перебувають різні популяції зір. Прикладом цього можуть бути кулясті скупчення у Великій Магеллановій Хмарі, які демонструють бімодальне зоряне населення. У ранньому віці ці скупчення можливо зіткнулися з велетенською молекулярною хмарою, яка викликала нову хвилю формування зір, однак цей період зореутворення відносно короткий у порівнянні з віком кулястих скупчень. Деякі астрономи також припустили, що причиною наявності кількох поколінь у скупченні може бути їхнє динамічне походження. Наприклад, у галактиці NGC 4038 телескоп Габбл вирізнив скупчення скупчень, — ділянку галактики, що простягається на сотні парсеків, у якій багато із цих скупчень зрештою зіштовхуватимуться і зливатимуться одне з одним. Серед них зустрічаються скупчення різного віку і, можливо, металічності, а отже їх злиття імовірно призведе до утворення скупчень із бімодальними або навіть багатомодальними розподілами популяцій.
Спостереження за кулястими скупченнями показують, що вони виникають здебільшого в регіонах з ефективним зореутворенням, тобто там, де міжзоряне середовище має вищу густину у порівнянні зі звичайними областями зореутворення. Утворення кулястих скупчень переважає в регіонах зі спалахами зореутворення і у взаємодіючих галактиках. Також дослідження показують існування кореляції між масою центральної надмасивної чорної діри й розмірами кулястих скупчень в еліптичних і лінзоподібних галактиках. Маса чорної діри в таких галактиках часто наближається до сумарної маси кулястих скупчень у галактиці.
Дотепер нічого не відомо про існування кулястих скупчень з активним зореутворенням і це узгоджується з точкою зору, що вони зазвичай є найстарішими об'єктами в галактиці й складаються з дуже старих зір. Попередниками кулястих скупчень можуть бути дуже великі області зореутворення, відомі як гігантські зоряні скупчення (наприклад, Westerlund 1 у Чумацькому Шляху).

## Склад

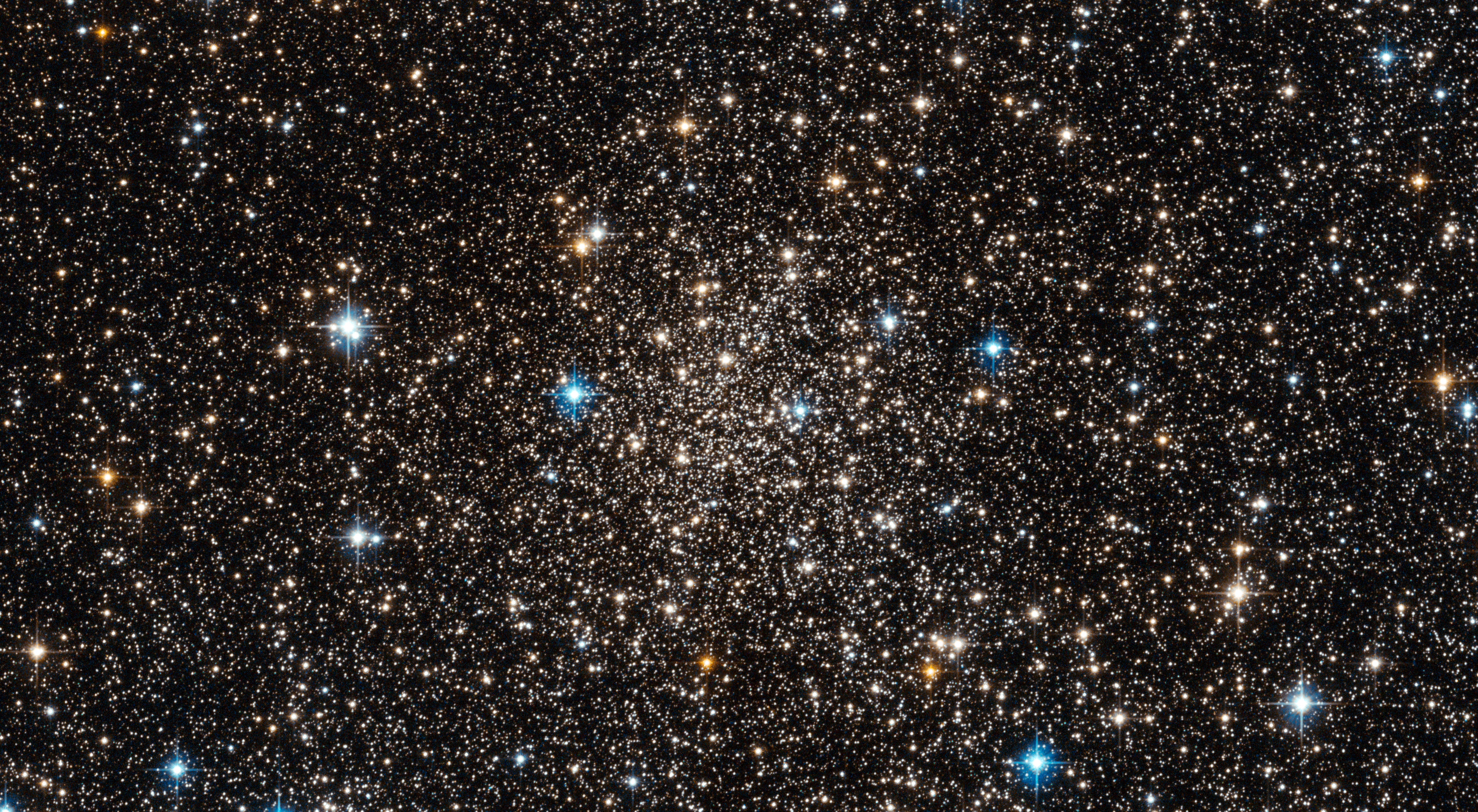
Зорі скупчення Djorgovski 1 містять лише водень та гелій і називаються «низькометалічними».

Кулясті скупчення зазвичай складаються із сотень тисяч старих зір із низьким вмістом металів. Тип зір, що перебувають у кулястих скупченнях, аналогічний зорям у балджі спіральної галактики. Вони не мають газу і пилу, які, як передбачають, вже давно увійшли до складу зір.
Кулясті скупчення мають високу концентрацію зір — у середньому близько 0,4 зорі на кубічний парсек, а в центрі скупчення — 100 або навіть 1000 зір на кубічний парсек (для порівняння — в околицях Сонця концентрація становить 0,12 зір на кубічний парсек). Зазвичай відстань між зорями в кулястому скупченні становить близько 1 світлового року, але в його ядрі відстані стають сумірними з розмірами Сонячної системи (у 100 або 1000 разів ближчі, ніж найближчі до Сонця зорі).
Вважають, що кулясті скупчення не є сприятливим місцем для існування планетних систем, оскільки орбіти планет у ядрах густих скупчень динамічно нестійкі через збурення, що викликані проходженням сусідніх зір. Планета, що обертається на відстані 1 а. о. від зорі в ядрі густого скупчення (наприклад, NGC 104), теоретично могла б проіснувати лише порядку 100 млн років. Проте, науковці виявили планетну систему поблизу пульсара PSR B1620-26 у кулястому скупченні Мессьє 4, однак ці планети, імовірно, утворилися вже після утворення пульсара.
Деякі кулясті скупчення, наприклад, ω Центавра в Чумацькому Шляху і Mayall II в галактиці Андромеди, надзвичайно масивні (кілька мільйонів мас Сонця) і містять зорі кількох зоряних поколінь. Ці обидва скупчення можна вважати свідченням того, що надмасивні кулясті скупчення є ядрами карликових галактик, поглинених гігантськими галактиками. Близько чверті кулястих скупчень у Чумацькому Шляху, можливо, є залишками поглинутих карликових галактик.
Деякі кулясті скупчення (наприклад, Мессьє 15) мають дуже масивні ядра, які можуть містити чорні діри, хоча моделювання показує, що результати спостережень однаково добре пояснюються як наявністю менш масивних чорних дір, так і концентрацією нейтронних зір (або масивних білих карликів).

### Металічність

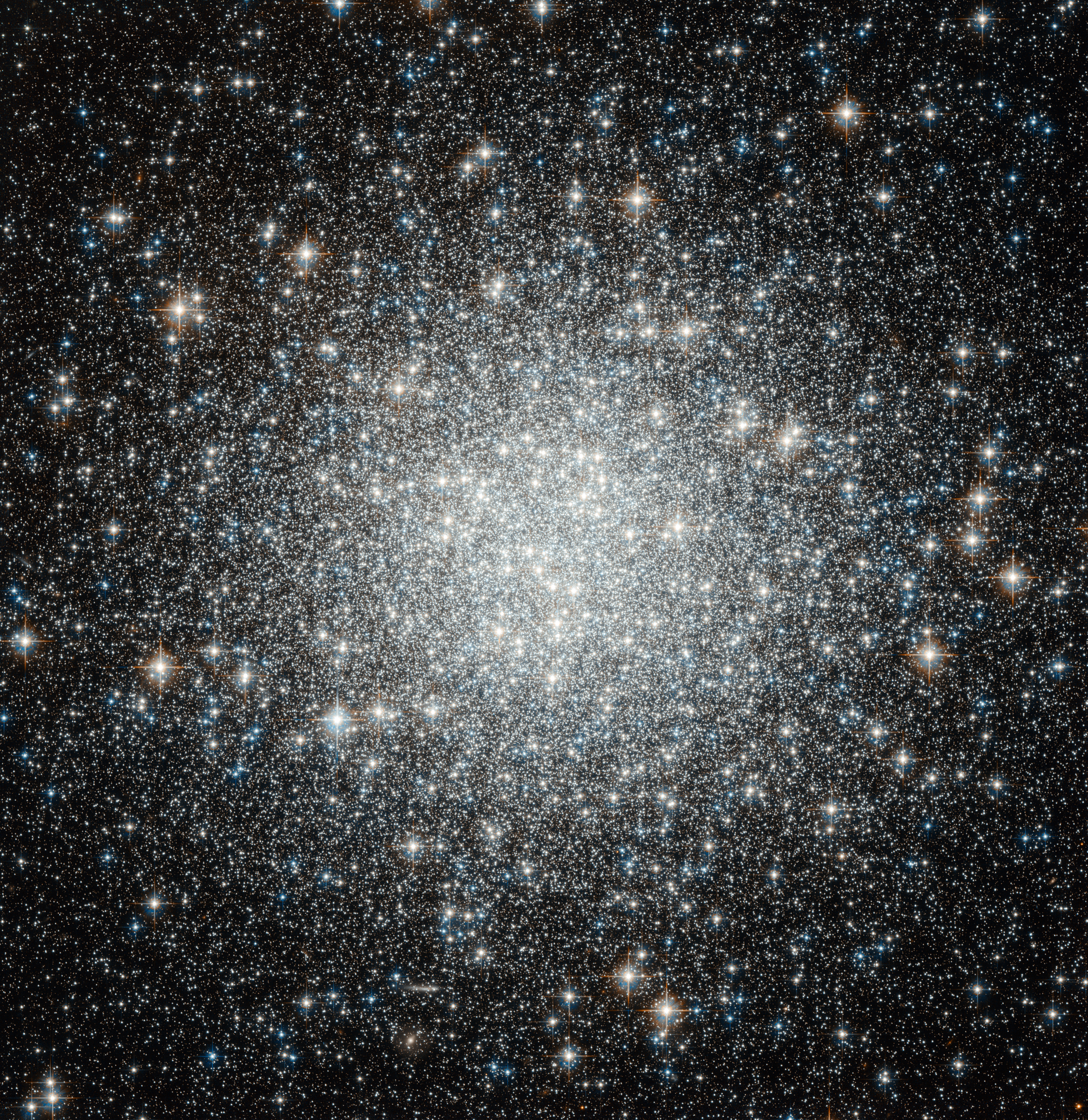
Скупчення Мессьє 53 здивувало астрономів кількістю зір, які називають блакитними приблудами.

Галактики зазвичай складаються із зір населення II, що мають низький вміст елементів важчих гелію (у порівнянні з зорями населення I, зокрема, з Сонцем). Астрономи називають важчі за гелій елементи металами, а відносну концентрацію цих елементів у зорі — металічністю. Ці елементи утворюються в процесі зоряного нуклеосинтезу, потім повертаються в міжзоряне середовище, звідки потрапляють до складу нового покоління зір. Отож, частка важчих за гелій елементів може вказувати на вік зорі, і старі зорі зазвичай мають нижчу металічність.
Голландський астроном Пітер Оостерхофф помітив, що, судячи з усього, існує дві популяції кулястих скупчень, які відомі як «групи Оостерхофа». Обидві групи мають слабкі спектральні лінії металевих елементів, але лінії в скупченнях типу I (OoI) не такі слабкі, як у скупченнях типу II (OoII). Таким чином, тип I зір називають «багатими на метали» (наприклад, Терзан 7), а тип II — «низькометалічними» (приміром, ESO 280-SC06).
Ці дві групи населення спостерігаються в багатьох галактиках, особливо в масивних еліптичних. Обидві групи за віком майже такі ж, як і сам Всесвіт, але відрізняються одна від одної вмістом металів. Для пояснення цієї відмінності висували різні гіпотези, зокрема бурхливі злиття з багатими на газ галактиками, поглинання карликових галактик, а також існування кількох фаз зореутворення в одній галактиці. У Чумацькому Шляху низькометалічні скупчення асоціюють із гало, а багаті на метали — з балджем.
У Чумацькому Шляху більшість низькометалічних скупчень вирівняні вздовж площини в зовнішній частині гало галактики. Це говорить про те, що другий тип скупчень захоплений з галактик-супутників, тобто, вони утворилися поза Чумацьким Шляхом. Різниця між двома типами скупчень у цьому випадку пояснюється різницею в середовищі галактик, які формували свої системи скупчень.

### Екзотичні компоненти
У кулястих скупченнях щільність зір дуже висока й тому часто відбуваються близькі проходження й зіткнення. Наслідком цього є порівняно велика поширеність у кулястих скупченнях деяких екзотичних класів зір (наприклад, блакитні приблуди, мілісекундні пульсари і мікроквазари). Блакитні приблуди утворюються злиттям двох зір, можливо, внаслідок зіткнення з подвійною системою. Така зоря гарячіша за інші зорі скупчення, що мають таку ж світність, і цим відрізняється від зір головної послідовності, що утворилися при народженні скупчення.
Від 1970-х років астрономи шукають у кулястих скупченнях чорні діри, але для вирішення цього завдання потрібно високу роздільну здатність телескопа, тому лише після появи космічного телескопа Габбл відбулися перші підтверджені відкриття. На основі спостережень було зроблено припущення про наявність чорних дір проміжної маси: 4000 M☉ в кулястому скупченні Мессьє 15 і ~2× 104 M☉ у скупченні Mayall II в галактиці Андромеди. Рентгенівське і радіовипромінювання з Mayall II відповідають чорній дірі проміжної маси.
Вони становлять особливий інтерес, оскільки їх вважали першими відкритими чорними дірами, що мають проміжну масу між чорними дірами зоряної маси й надмасивними чорними дірами в ядрах галактик. Маса такої чорної діри пропорційна масі скупчення, що повторює раніше виявленого залежність — співвідношення між масами надмасивних чорних дір і галактик, які їх оточують.
Наукове товариство зустріло твердження про існування чорних дір проміжної маси з деяким скептицизмом. Справа в тому, що найщільніші об'єкти в кулястих скупченнях, як передбачають, унаслідок процесу, званого «сегрегацією за масами» поступово сповільнюють свій рух і опиняються в центрі скупчення. У кулястих скупченнях такими щільними об'єктами є білі карлики й нейтронні зорі. У дослідженнях Хольгера Баумгардта і його колег відзначено, що відношення маса/світність у M15 і Mayall II має різко зростати в напрямку до центру скупчення навіть без наявності чорної діри.

## Діаграма Герцшпрунга— Рассела

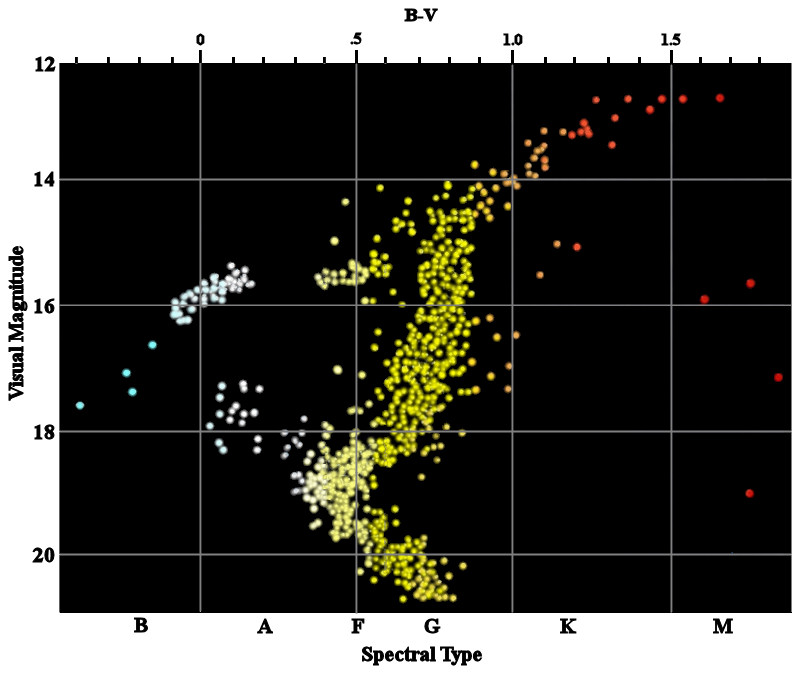
Рис. 2. Діаграма колір — зоряна величина кулястого скупчення M3. Біля зоряної величини 19 розташоване характерне «коліно», де зорі починають входити в стадію гіганта.

Діаграма Герцшпрунга — Рассела (діаграма Г-Р) — графік, що показує залежність між абсолютною зоряною величиною і показником кольору. Показник кольору B−V є різницею між яскравістю зорі в синьому світлі, або B, і яскравістю у видимому світлі (жовто-зеленому), або V. Великі значення показника кольору BV вказують на холодну червону зорю, а негативні значення відповідають блакитний зорі з гарячою поверхнею. Коли зорі, що розташовані неподалік від Сонця, зображені на діаграмі Г-Р, то вона показує розподіл зір різної маси, віку та складу. Багато зір на діаграмі розміщені порівняно близько до похилій кривої, що йде від верхнього лівого кута (високі світності, ранні спектральні класи) в правий нижній кут (низькі світності, пізні спектральні класи). Ці зорі називають зорями головної послідовності. Однак діаграма також містить зорі, що перебувають на пізніших стадіях зоряної еволюції й зійшли з головної послідовності.
Оскільки всі зорі кулястого скупчення розташовані приблизно на однаковій відстані від нас, то їх абсолютна зоряна величина відрізняється від їх видимої зоряної величини приблизно на те саме значення. Зорі головної послідовності в кулястому скупченні, як вважають, можна порівняти з аналогічними зорями в околицях Сонця. Точність цього припущення підтверджується порівнянними результатами, отриманими шляхом порівняння зоряних величин найближчих короткоперіодичних змінних зір (як-от RR Ліри і цефеїди) з тими самими типами зір у скупченні.
Зіставляючи криві на діаграмі Г-Р можна визначити абсолютну величину зір головної послідовності в скупченні. Це, своєю чергою, дає можливість оцінити відстань до скупчення, ґрунтуючись на значенні видимої зоряної величини. Різниця між відносною та абсолютною величиною, модуль відстані, дає оцінку відстані.
Коли зорі окремого кулястого скупчення наносять на діаграму Г-Р, то в багатьох випадках майже всі зорі потрапляють на досить добре окреслену криву, що відрізняється від діаграми Г-Р зір поблизу Сонця, яка об'єднує в одне ціле зорі різного віку й походження. Форма кривої для кулястих скупчень є характеристикою груп зір, що утворилися одночасно з одних і тих самих матеріалів і відрізняються лише за своєю початковою масою. Оскільки положення кожної зорі на діаграмі Г-Р залежить від віку, то форму кривої для кулястого скупчення можна використовувати для оцінки загального віку зоряного населення.
Наймасивніші зорі головної послідовності матимуть найвищу абсолютну зоряну величину, і ці зорі будуть першими, що перейдуть на стадію гіганта. У міру старіння скупчення зорі з усе нижчими масами почнуть переходити на стадію гіганта, тому вік скупчення із зоряним населенням одного типу можна виміряти шляхом пошуку зір, які лише починають переходити на стадію гіганта. Вони формують «коліно» на діаграмі Г-Р з поворотом у бік правого верхнього кута відносно основної лінії послідовності. Абсолютна зоряна величина в районі точки повороту напряму залежить від віку кулястого скупчення, тому шкалу віку можна побудувати на осі, паралельній до зоряної величини.
Крім того, вік кулястого скупчення можна визначити за температурою найхолодніших білих карликів. У результаті обчислень встановлено, що типовий вік кулястих скупчень може сягати 12,7 млрд років. За цим показником вони значно відрізняються від розсіяних скупчень, вік яких становить лише кілька десятків мільйонів років.
Вік кулястих скупчень накладає обмеження на граничний вік усього Всесвіту. Ця нижня межа була значною перешкодою в космології. На початку 1990-х років астрономи зіткнулися з оцінкою віку кулястих скупчень, яка давала більші значення, ніж передбачали космологічні моделі. Однак, детальні вимірювання космологічних параметрів за допомогою deep sky surveys і наявності таких супутників, як COBE, судячи з усього вирішили цю проблему.
Дослідження еволюції кулястих скупчень можна також використовувати для визначення залежності змін у них від початкового складу пилу і газу, які формують скупчення. Дані, одержані при дослідженні кулястих скупчень, потім використовують для вивчення еволюції всього Чумацького Шляху.
У кулястих скупченнях спостерігаються деякі зорі, відомі як блакитні приблуди, які напевне продовжують рух по головній послідовності в напрямку яскравіших блакитних зір. Походження цих зір досі незрозуміле, але більшість моделей передбачає, що їх утворення є результатом передачі мас між зорями в подвійних і потрійних системах.

## Морфологія

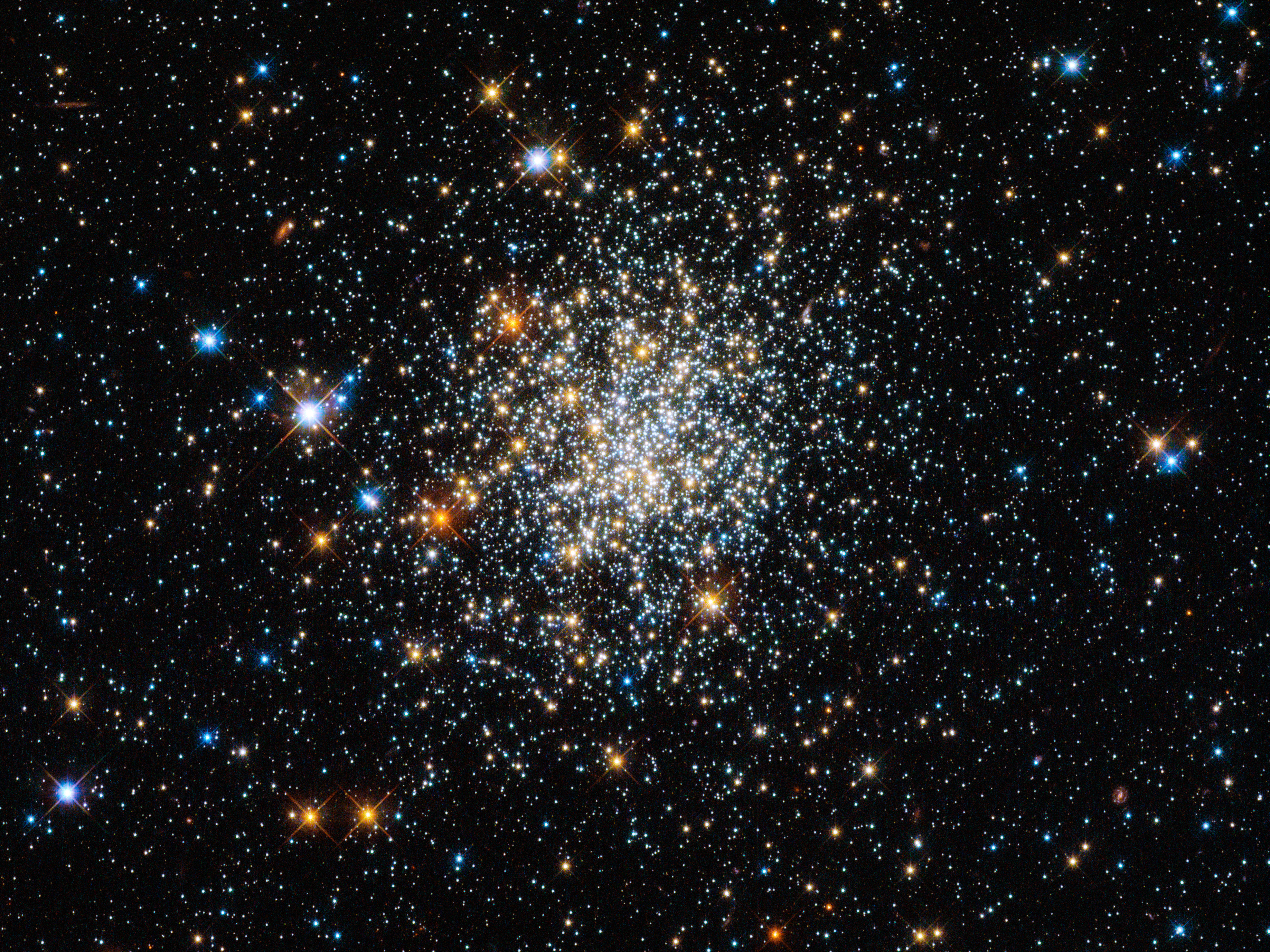
NGC 411 належить до класу розсіяних скупчень.

На відміну від розсіяних скупчень більшість кулястих скупчень залишаються гравітаційно пов'язаними протягом часу, який порівняний із тривалістю життя більшості їхніх зір. Однак, можливим винятком є випадок сильної припливної взаємодії з іншою великою масою, що призводить до розсіювання зір.
Після свого утворення зорі в кулястих скупченнях гравітаційно взаємодіють одна з одною. Як наслідок, вектори швидкості зір постійно змінюються і зорі втрачають будь-які ознаки своєї початкової швидкості. Характерний період, за який це відбувається, має назву час релаксації. Він пов'язаний із характерним часом, який зорі потрібно, щоб перетнути скупчення, а також кількістю зоряних мас у системі. Час релаксації має різне значення для різних скупчень, однак характерна величина становить близько мільярда років.
| Галактика                | Еліптичність |
| ------------------------ | ------------ |
| Чумацький Шлях           | 0,07 ± 0,04  |
| Велика Магелланова Хмара | 0,16 ± 0,05  |
| Мала Магелланова Хмара   | 0,19 ± 0,06  |
| Галактика Андромеди      | 0,09 ± 0,04  |

Хоча форма кулястих скупчень зазвичай близька до кулястої, але вони можуть набувати й форму еліпсоїда через припливні взаємодії. Скупчення Чумацького Шляху й галактики Андромеди зазвичай за формою є стисненими сфероїдами, тоді як у Великій Магеллановій Хмарі мають більш еліптичну форму.

### Радіуси
Астрономи характеризують морфологію кулястих скупчень за допомогою стандартних радіусів, як-от радіус ядра, (rc), ефективний радіус (rh) і припливний радіус (rt). Загальна світність скупчення падає з віддаленням від ядра і радіус ядра дорівнює відстані, на якій видима світність поверхні зменшується наполовину. Ефективним радіусом називається відстань від ядра, на якій загальна світність, що надходить від скупчення, зменшується вдвічі. Зазвичай він перевищує радіус ядра.
Ефективний радіус включає й деякі зорі зовнішньої частини скупчення (які проектуються на центральну його частину вздовж лінії зору), тож теоретики також застосовують півмасовий радіус (rm) — радіус від ядра, всередині якого сконцентрована половина маси скупчення. Якщо півмасовий радіус невеликий, відносно загального розміру скупчення, то воно має густе ядро. Як приклад можна навести Мессьє 3, який має загальні видимі розміри близько 18 кутових мінут, але півмасовий радіус — лише 1,12 кутової мінути.
Майже всі кулясті скупчення мають ефективний радіус менш як 10 пк, хоча добре відомо про кулясті скупчення з дуже великим ефективним радіусом (наприклад, NGC 2419 (Rh = 18 пк) і GCl 38 (Rh = 25 пк)).
Припливний радіус або межа Роша — це відстань від центру кулястого скупчення, за якою зовнішнє тяжіння галактики може відірвати від скупчення окремі зорі. Припливний радіус Мессьє 3 становить близько 40′ or about 113 pc, що відповідає відстані приблизно 10,4 пк.

### Сегрегація за масою, світність і колапс ядра
Якщо розглядати криву світності певного кулястого скупчення як функцію відстані від ядра, то більшість скупчень у Чумацькому Шляху показують поступове збільшення світності зі зменшенням відстані від ядра. Це виконується до певної відстані від ядра, на якій світність припиняє зростати. Зазвичай ця відстань становить 1—2 парсеки від ядра. Однак приблизно 20 % кулястих скупчень пройшли в своєму розвитку стадію, яку називають «колапс ядра». У цього типу скупчень світність не припиняє зростати увесь шлях до області ядра. Прикладом скупчення зі сколапсованим ядром є Мессьє 15.

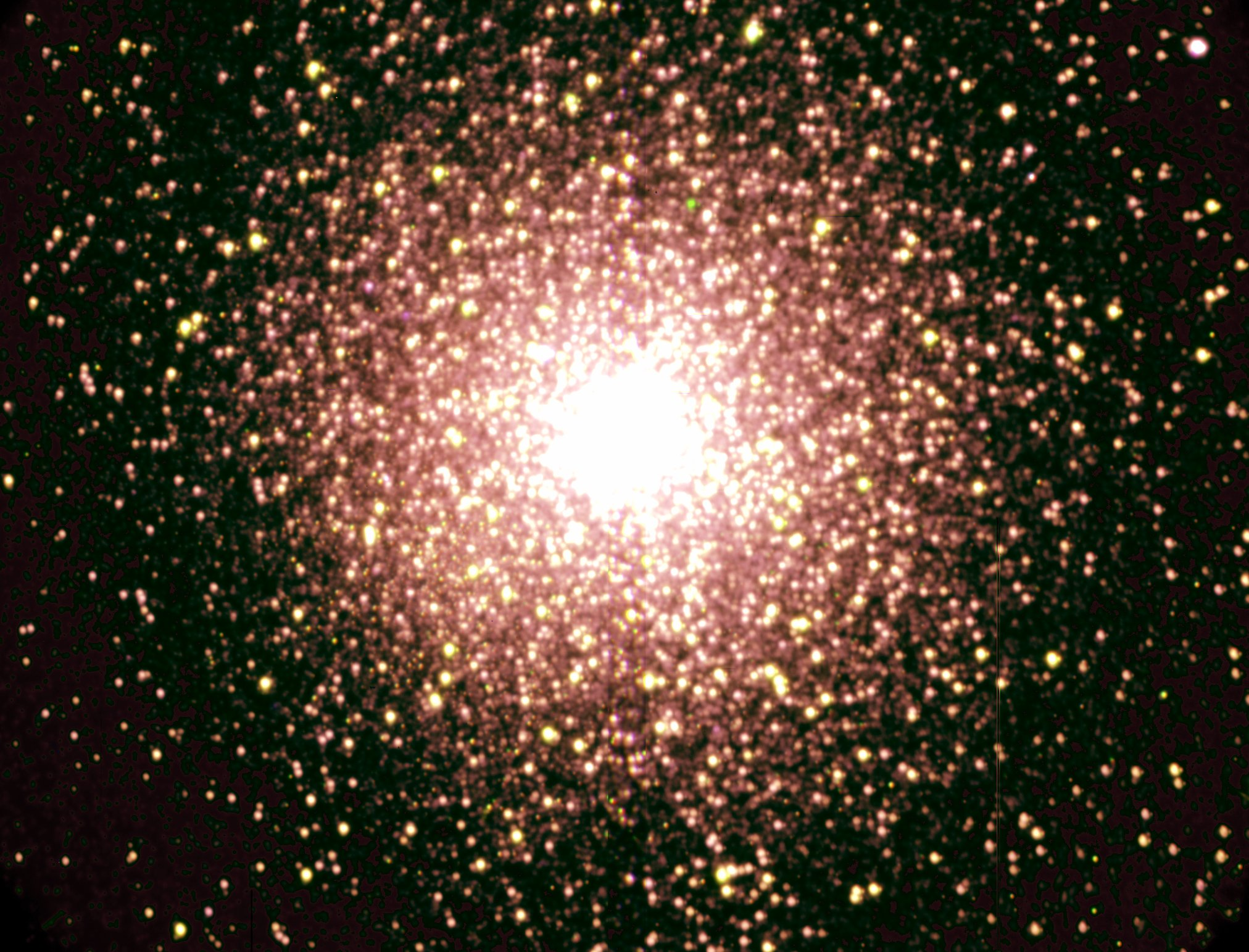
NGC 104 — друге за світністю кулясте скупчення Чумацького Шляху після NGC 5139.

Вважають, що колапс ядра відбувається, коли масивніші зорі в кулястому скупченні зустрічають своїх менш масивних супутників. З часом динамічні процеси змушують окремі зорі зміщуватись на периферію скупчення. Це призводить до втрати кінетичної енергії всередині ядра змушуючи зорі, що залишилися, згрупуватися в центрі ядра і зайняти більш компактний об'єм. Коли трапляється така граві-термальна нестабільність, область у центрі скупчення стає щільно набитою зорями і яскравість поверхні скупчення утворює вістря степеневого закону. (Зауважте, що колапс ядра не є єдиним механізмом, який може спричинити такий розподіл світності; масивна чорна діра в ядрі також може утворити вістря світності). За довгий період часу це веде до концентрації масивних зір поблизу ядра. Цей феномен дістав назву сегрегації за масою.
Ефект динамічного нагрівання подвійних зоряних системи сприяє уникненню початкового колапсу ядра скупчення. Коли зоря проходить поруч із подвійною зоряною системою, орбіта цієї подвійної зорі має тенденцію до стиснення, що вивільняє енергію. І лише після того, як початкові подвійні зорі скупчення через різні взаємодії розпадуться, починається глибший колапс ядра скупчення. На противагу цьому, вплив припливного шоку внаслідок повторюваного проходження кулястого скупчення через площину спіральної галактики значно пришвидшує колапс ядра скупчення.
Різні стадії колапсу ядра можна розбити на три фази. Коли кулясте скупчення ще молоде, процес колапсу ядра починається з зір поблизу ядра скупчення. Однак взаємодії між подвійними зорями заважають подальшому колапсу ядра коли скупчення досягає середнього віку. Пізніше, центральні подвійні зоряні системи або розриваються, або викидаються з центру скупчення, що веде до щільнішої концентрації зір у ядрі скупчення.
Взаємодія зір у регіоні сколапсованого ядра призводить до утворення подвійних зір. Коли інші зорі взаємодіють із цими подвійними системами, то це підвищує енергію всередині ядра, а отже примушує скупчення знову розширюватись. Оскільки середній час колапсу ядра зазвичай менший, ніж вік галактики, то багато галактичних кулястих скупчень можливо вже пройшли через стадію колапсу ядра, а потім нового розширення.
Дослідники застосовували телескоп Габбл, щоб надати переконливі підтвердження цього процесу сортування зір за масою всередині кулястих скупчень. Важчі зорі сповільнюються і зосереджуюються в ядрах скупчень, тоді як легші зорі набирають швидкість й більше часу перебувають на периферії. Кулясте скупчення NGC 104, яке містить близько мільйона зір, є одним із найщільніших кулястих скупчень у південній півкулі неба. Це скупчення було предметом інтенсивної фотографічної зйомки, яка дала астрономам змогу простежити за рухом його зір. Вони отримали точні швидкості для майже 15 000 зір у цьому скупченні.
Дослідження 13 кулястих скупчень у Чумацькому Шляху, яке провів 2008 року John Fregeau, показало, що три з них містять незвично велику кількість рентгенівських подвійних, а це говорить про середній вік скупчень. Раніше ці кулясті скупчення відносили до класу старих, оскільки зорі в їхніх ядрах розташовані дуже щільно (інша ознака, яку застосовують астрономи, щоб визначити вік). Можна прийти до висновку, що більшість кулястих скупчень, включаючи решту десять, які вивчав Fregeau, молодого, а не середнього віку, як вважали раньше.
Середні світності кулястих скупчень всередині Чумацького Шляху і галактики Андромеди можна змоделювати за допомогою кривої Гауса, яка виражається двома значенням — середньою зоряною величиною Mv та змінністю σ2. Цей розподіл світності кулястих скупчень має назву функція світності кулястих скупчень. (Для Чумацького шляху, Mv = −7,20 ± 0,13, σ = 1,1 ± 0,1  величин.) Цю функцію також використовували як стандартні свічки для вимірювання відстаней до інших галактик, припустивши, що кулясті скупчення в інших галактиках підпорядковуються тим самим законам, що й у нашій.

### Моделювання системи N тіл
Обрахунки взаємодії між зорями всередині кулястого скупчення вимагають розв'язання так званої задачі N тіл. Це означає, що кожна зоря всередині скупчення постійно взаємодіє з рештою N − 1 зір, де N — повна кількість зір у скупчення. Алгоритмічна складність такої задачі динамічного моделювання зростає пропорційно до N 3, отож моделювання такого скупчення може потребувати колосальних обчислювальних ресурсів. Ефективним методом математичного моделювання системи N тіл у кулястому скупченні є розбиття цього скупчення на невеликі об'єми і діапазони швидкостей із використанням імовірностей для визначення розташування зір. Потім рухи зір можна описати за допомогою рівняння Фоккера-Планка. Його можна розв'язати в спрощеному вигляді, або застосовуючи метод Монте-Карло і використовуючи випадкові величини. Однак процес моделювання стає набагато складнішим коли потрібно взяти до уваги наявність подвійних зір і взаємодію з зовнішніми силами тяжіння (як-от вплив Чумацького Шляху).
Результат моделювання системи N тіл показує, що зорі можуть рухатись всередині скупчення по незвичайних траєкторіях, часто утворюючи петлі, а в інших випадках рухаючись по прямій у бік ядра. Це відрізняється від руху одинарної зорі навколо центру мас. Крім того, у результаті взаємодії зір між собою, деякі з них набувають великої швидкості, достатньої навіть щоб залишити скупчення. За довгий проміжок часу це призводить до розсіювання скупчення і цей процес називається «випаровуванням». Зазвичай випаровування кулястого скупчення триває близько 1010 років. 2010 року стало можливим безпосередньо, зоря за зорею, робити моделювання N тіл для кулястого скупчення впродовж усього його існування.
Подвійні зорі становлять до половини загальної кількості зоряних систем. Числове моделювання кулястих скупчень, що подвійні зорі можуть сповільнювати і навіть запускати в зворотньому напрямку процес колапсу ядер у них. Коли зоря в скупченні вступає в гравітаційну взаємодію з подвійною системою, то як можливий наслідок подвійна зоря може ущільнюватись і віддавати свою енергію у вигляді кінетичної енергії одинарній зорі. Коли масивні зорі в скупченні прискорюються завдяки цьому процесу, вони можуть сповільнювати ущільнення ядра й обмежувати його.
Остаточна доля кулястого скупчення — або акреція зір у ядро, що спричиняє його поступове стискання, або втрата зір зовнішніх шарів.

### Проміжні форми

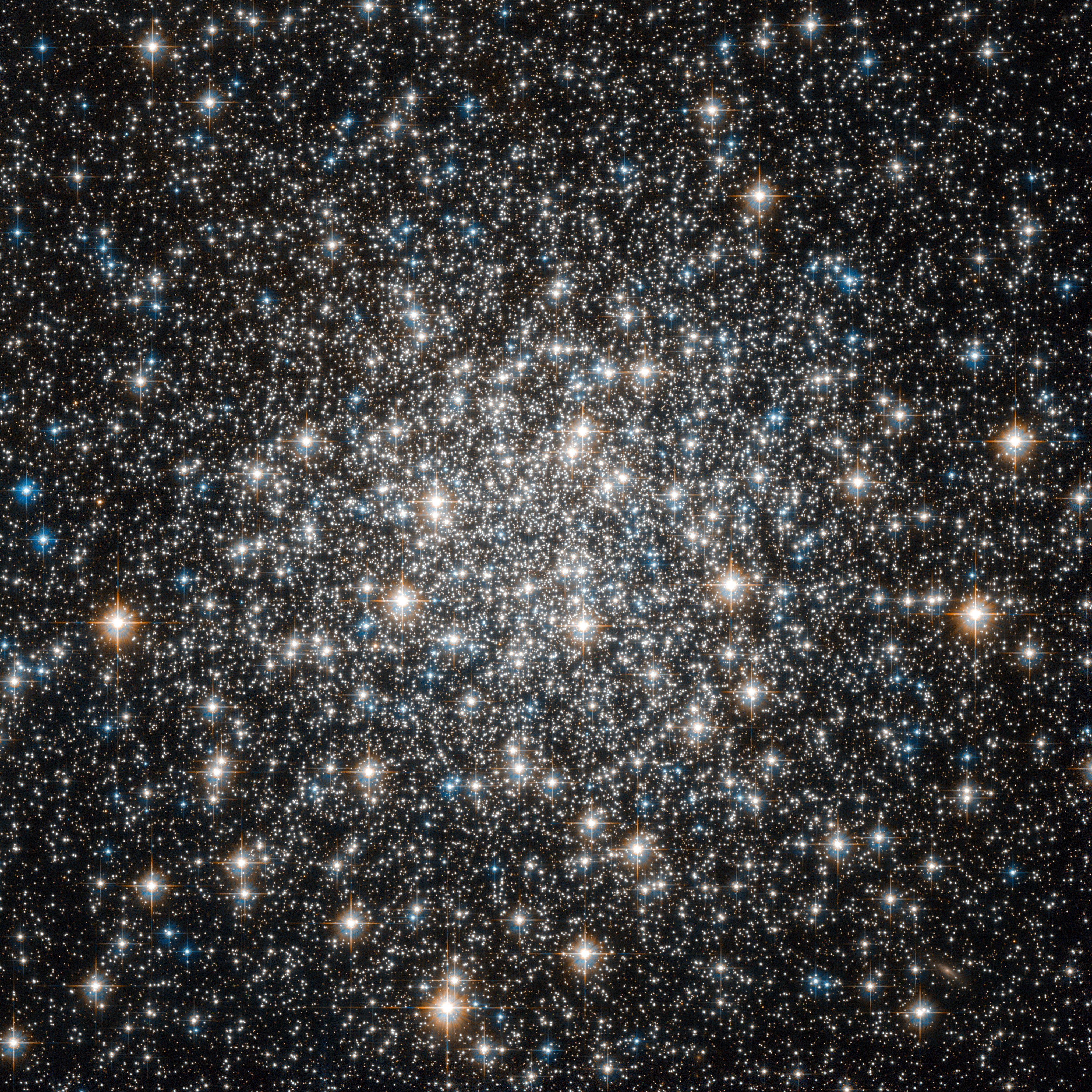
Мессьє 10 — кулясте скупчення, що лежить на відстані близько 15 000 світлових років від Землі, у напрямку сузір'я Змієносця

Не завжди легко провести межу між різними типами скупчень. Астрономи знайшли об'єкти, які мають проміжний тип. Наприклад, BH 176 у південній частині Чумацького Шляху має властивості як розсіяного, так і кулястого скупчення.
2005 року астрономи відкрили зовсім новий тип зоряних скупчень у галактиці Андромеди. За деякими характеристиками він нагадує кулясті скупчення: подібна кількість зір (сотні тисяч), подібний розподіл за популяціями й металічністю. Але такі скупчення мають набагато більші розміри, ніж кулясті — кілька сотень тисяч світлових років у поперечнику. Отже, зорі в ньому розташовані набагато далі одна від одної. За своїми параметрами цей новий тип скупчень займає якесь проміжне положення між кулястим скупченням і карликовою сфероїдальною галактикою.
Ще не встановлено механізм формування цих скупчень, але припускають, що він може нагадувати механізм формування кулястих скупчень. Поки що залишається загадкою, чому M31 має такі скупчення, тоді як у Чумацькому Шляху вони відсутні. Також невідомо, чи є в інших галактиках скупчення цього нового типу, але дуже малоймовірно, що їх містить лише M31.

## Кулясті скупчення нашої Галактики
Кулясті скупчення є колективними членами нашої Галактики і входять до її кулястої підсистеми: вони обертаються навколо центру мас Чумацького Шляху дуже витягнутими орбітами зі швидкостями {\displaystyle \approx }200 км/с та періодами обертання 108—109 років. Вік кулястих скупчень нашої Галактики близький до її власного віку, що підтверджується їх діаграмами Герцшпрунга — Рассела, які містять характерний обрив головної послідовності з блакитного боку, що вказує на перетворення масивних зір — членів скупчення — на червоних гігантів (див. рис. 2).
Кулясті скупчення досить поширені; у нашій Галактиці їх відомо близько 150. Найбільше кулясте скупчення нашої Галактики — ω Центавра — може бути залишком неправильної галактики, колись захопленої Чумацьким Шляхом.
На відміну від розсіяних скупчень та зоряних асоціацій, міжзоряне середовище кулястих скупчень містить мало газу: цей факт пояснюється, з одного боку низькою параболічною швидкістю, що становить {\displaystyle \approx }10—30 км/с і, з іншого боку, їх більшим віком; додатковим фактором, зважаючи на все, є періодичне проходження через галактичний диск, у якому концентруються газові хмари, що сприяє «вимітанню» газу зі скупчень внаслідок таких проходжень.

## Кулясті скупчення в інших галактиках
В інших галактиках (наприклад, у Магелланових Хмарах) спостерігаються й відносно молоді кулясті скупчення.